# Mainland (Orcades)
Pour les articles homonymes, voir Mainland.
Mainland est une île du Royaume-Uni située en Écosse. C'est l'île principale des Orcades, situées au nord de l'Écosse. Mainland est à la fois la plus grande île par sa taille, mais aussi par sa population, 75 % des habitants de l'archipel habitent sur cette île, principalement dans les villes de Kirkwall et Stromness.

## Étymologie
Mainland dérive du vieux norrois Meginland. Autrefois, l'île était aussi connue sous le nom de Hrossey qui signifie Horse Island. L'île est parfois appelée Pomona (ou Pomonia), un nom qui provient d'une erreur de traduction au XVIe siècle de George Buchanan mais qui est rarement utilisée localement. Toutefois il subsiste dans Pomona Inn à Finstown ainsi que dans l'enseigne d'un café de la capitale Kirkwall.

## Géographie
L'île se situe au cœur de l'archipel qui compte 67 îles, dont 16 seulement sont habitées. Sa position centrale délimite deux groupes géographiques : les Orcades du sud et les Orcades du nord. Sa superficie est de 523,25 km2, soit un peu plus de la moitié de la superficie de tout l'archipel. Son point culminant est à 269 mètres.
La capitale et principal port de l'archipel, Kirkwall, se trouve dans la baie de Weyland sur la côte nord. L'île présente à cet endroit un étranglement entre la baie de Weyland et Scapa Flow sur le côte sud de deux kilomètres environ, séparant l'île en deux parties inégales : West Mainland et East Mainland. L'île est divisée en 13 paroisses :
- West Mainland : Sandwick, Birsay, Stromness, Rendall, Evie, Firth, Orphir, Stenness et Harray ;
- East Mainland : Holm, Deerness et St Andrews ;
- au centre : St Ola (qui inclut Kirkwall).

À l'extrémité sud de l'île, une chaussée, désignée sous le nom de Churchill Barriers et construite pendant la Seconde Guerre mondiale, connecte Mainland avec les îles voisines de Lamb Holm, Glimps Holm, Burray, South Ronaldsay et Hunda.

## Démographie
L'île est relativement peuplée grâce à ses nombreuses terres agricoles fertiles. La population en 2011 est de 17 162 habitants en augmentation d'un peu plus de 12 % par rapport au recensement de 2001. Les Orcadiens ont tendance à déserter les petites îles et migrer sur Mainland.
| 1961   | 1971   | 1981   | 1991   | 2001   | 2011   |
| ------ | ------ | ------ | ------ | ------ | ------ |
| 13 495 | 12 747 | 14 000 | 15 123 | 15 305 | 17 162 |

## Histoire
L'histoire de l'île se confond avec celle de l'archipel. Voir la section correspondante dans Orcades.

## Sites remarquables
La partie ouest de l'île dispose de nombreuses constructions néolithiques et pictes. Incluses dans le 
Cœur néolithique des Orcades, 
site classé au Patrimoine mondial de l'UNESCO, elles comprennent :
- le village de Skara Brae ;
- le cercle de pierres de Brodgar (Ring of Brodgar) ;
- le tumulus funéraire de Maeshowe ;
- les pierres levées de Stenness (Stenness Standing Stones).

À proximité se situe également Barnhouse, un groupe plus petit des bâtiments préhistoriques.
Les autres sites d'intérêt sont :
- le broch de Gurness ;
- la cathédrale Saint-Magnus de Kirkwall ;
- le palais de l'Évêque à Kirkwall ;
- le palais des Comtes à Birsay.